# Parafia św. Mikołaja w Brudzewie
Parafia św. Mikołaja w Brudzewie, wchodząca w skład dekanatu kościeleckiego (diecezja włocławska), obejmuje swoim zasięgiem centralną i północną część gminy Brudzew (powiat turecki). Zamieszkana przez 2832 wiernych.

## Duszpasterze
- proboszcz: ks. kan. Zbigniew Wróbel (od 2001) – wicedziekan dekanatu kościeleckiego

## Kościoły
- kościół parafialny: Kościół św. Mikołaja w Brudzewie

- kościół św. Ducha w Brudzewie (kaplica przedpogrzebowa)

## Zasięg parafii
Do parafii należą wierni z następujących miejscowości: Brudzew, Bierzmo, Bogdałów, Brudzyń, Cichów, Kolnica, Marulew, Olimpia, Smolina i Tarnowa.
Odpusty parafialne:
- 6 grudnia – św. Mikołaja
- 13 lipca – św. Małgorzaty